# Michael Grzimek

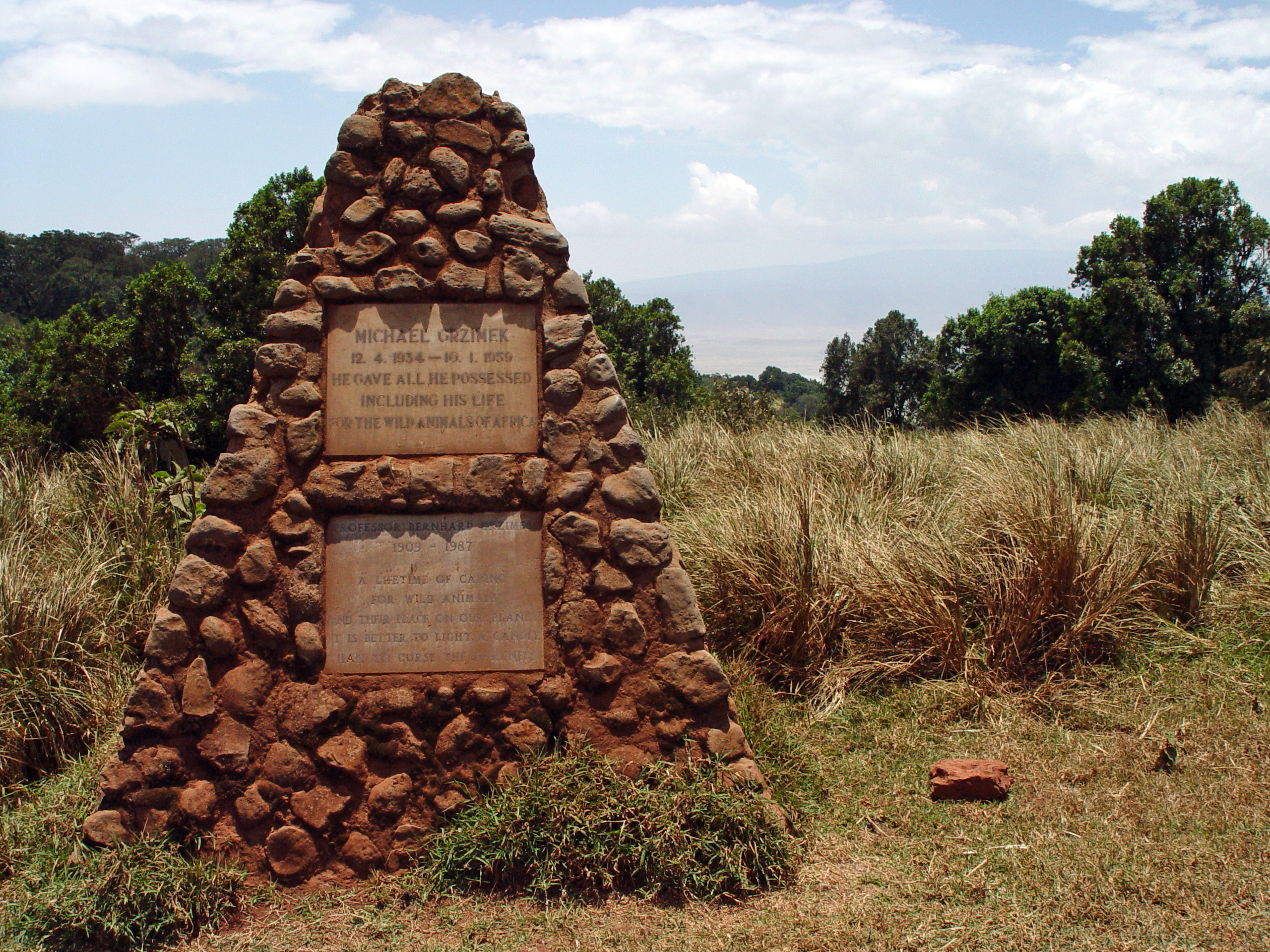
Hrob Bernharda a Michaela Grzimeka u kráteru Ngorongoro

Michael Grzimek (12. dubna 1934, Berlín – 10. ledna 1959) byl německý zoolog a dokumentarista, syn významného zoologa a veterináře Bernharda Grzimka. Byl jeho druhým synem, matkou byla Hildegard Prüfer.
S otcem sdílel zájem o zvířata a již jako dítě byl přítomen jeho výzkumů se psy a vlky. Otec ho v jeho šestnácti letech poprvé vzal na cestu do Afriky, když podnikl expedici na Pobřeží slonoviny. Michael Grzimek zde začal sám po vzoru otce filmovat. Společně napsali knihu Ráj divokých zvířat (Serengeti darf nicht sterben) – stejnojmenný film, promítaný i v českých zemích, získal v roce 1960 Oskara.
V roce 1955 se Michael Grzimek oženil s Erikou Schoofovou. První syn Stephan Michael se manželům narodil roku 1956. Druhý syn Christian Bernhard se narodil až po otcově smrti, jelikož 10. ledna roku 1959 došlo poblíž kráteru Ngorongoro v dnešní Tanzanii (do roku 1964 Tanganika) k letecké havárii během výzkumných letů nad Serengeti, když se Michaelem Grzimekem pilotované letadlo srazilo se supem. Byl pochován v blízkosti místa, kde havaroval.
Jeho otec se později (roku 1978) oženil s vdovou po Michaelovi, tedy svoji snachou, a stal se i adoptivním otcem jejich dětí. Po jeho smrti (v roce 1987 podlehl infarktu po zhlédnutí drezúry zvířat v cirkuse) byl jeho popel uložen do synova hrobu v Tanzanii.